# Réseau urbain
Pour les articles homonymes, voir Réseau (homonymie).
 (juillet 2022).
Si vous disposez d'ouvrages ou d'articles de référence ou si vous connaissez des sites web de qualité traitant du thème abordé ici, merci de compléter l'article en donnant les références utiles à sa vérifiabilité et en les liant à la section « Notes et références ».
Derrière l'expression réseau urbain on trouve deux concepts principaux.

## Définition courante

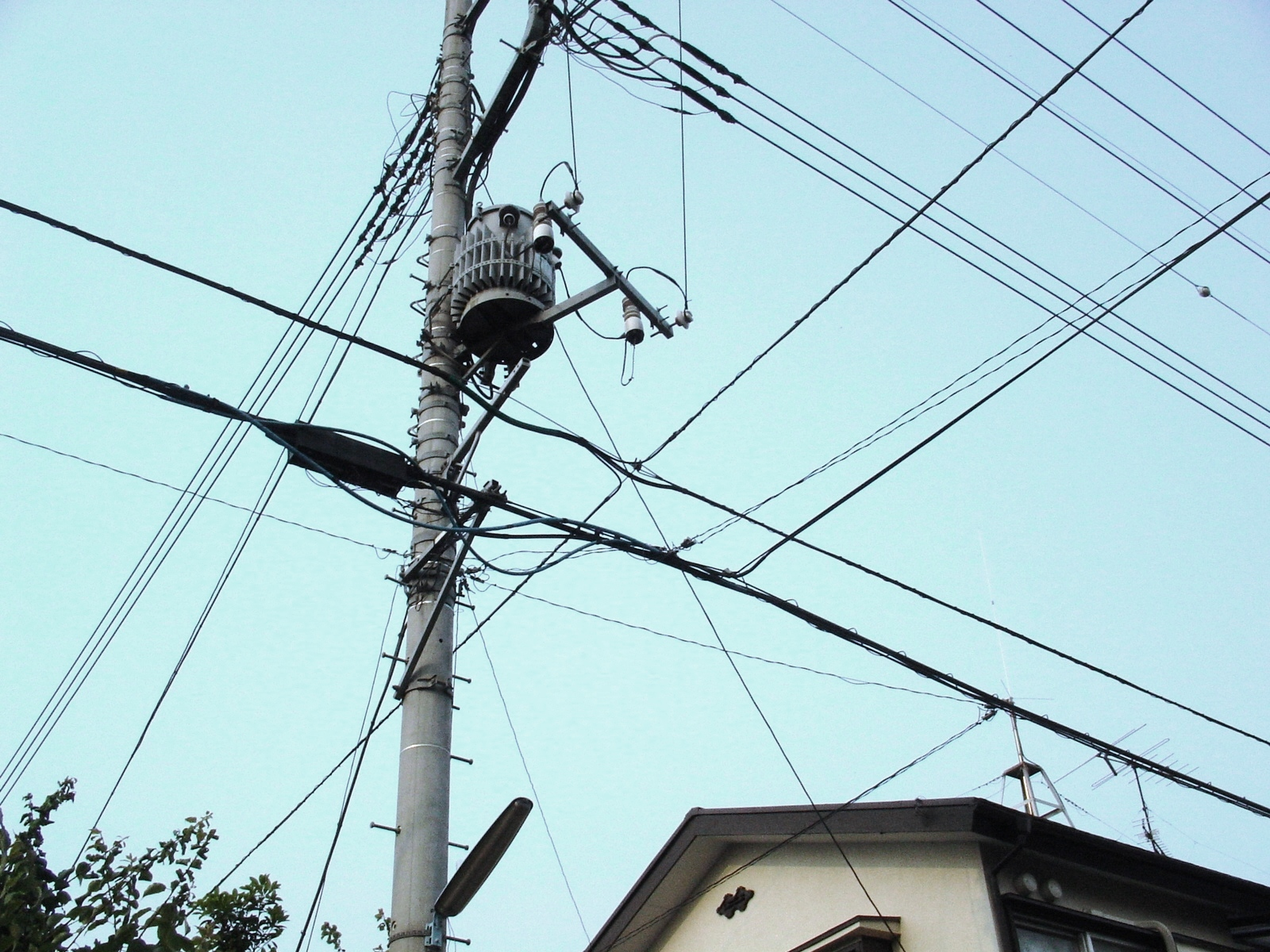
Réseau(x) électrique(s) dans une rue au Japon. S'entremêlent la distribution du courant, la téléphonie, et le câble (télévision).

Dans le langage courant, l'expression réseau urbain désigne les infrastructures de voiries, de transport, de canalisations et câblage, etc. propres à une agglomération.

## Définition géographique
Une notion propre aux géographes est liée par contre aux concepts de 
- Organisation des villes dans un pays.
- Morphologie des systèmes de villes.
- Hiérarchisation de l'espace.

Un réseau urbain se caractérise d'abord par le "semis urbain", c'est-à-dire la répartition des villes dans l'espace et, les relations entre elles et l'influence exercée par les villes sur les territoires.
On distingue plusieurs types de réseaux urbains :
- le réseau polarisé intégral (ou unipolaire) : Une ville principale domine toutes les autres et concentre toutes les fonctions importantes. Les relations se font principalement entre la ville principale et les villes secondaires. les liaisons transversales sont rares. Exemple : Le réseau urbain français est polarisé intégral autour de Paris.

- le réseau polarisé équilibré : Il est organisé autour d'une ville principale, mais possède des relais importants dans d'autres villes. Exemple : le réseau urbain de Lyon a des ramifications dans d'autres villes telles que Grenoble. Il faut le différencier du  réseau polarisé intégral car toutes les fonctions ne sont pas situées dans une seule et même ville.

- le réseau bipolaire : deux villes principales organisent l'espace. Entre les deux pôles il existe des relations de concurrence et de complémentarité. Les échanges se font principalement sur l'axe reliant ces deux villes.  Exemple : le réseau urbain espagnol avec Madrid et Barcelone ou celui de la région Centre-Val de Loire avec Orléans et Tours.

- le réseau multipolaire : plusieurs villes d'importance équivalente se partagent les fonctions dans une région (exemple : la Bretagne). Il arrive qu'une des villes soit plus importante que les autres (Rennes) mais sans trop étouffer ses voisines (Brest, Lorient, Saint-Brieuc, Vannes, Quimper, Saint-Malo).

- le réseau linéaire : plusieurs villes d'importances variables se trouvent le long d'un axe. ce système se caractérise par la faiblesse des relations entre les différents pôles. Exemple : La Côte d'Azur en France.

NB : en changeant d'échelle, on change de type de réseau. Exemple chacun des pôles d'un réseau bipolaire organise un petit réseau unipolaire autour d'elle.